# Elsa Andersson (konstnär)
Elsa Maria Karin Andersson, född den 7 augusti 1915 i Malmö Sankt Petri församling, Malmöhus län, död den 16 november 1996 i Malmö Sankt Pauli församling, Malmöhus län, var en svensk konstnär.
Hon var dotter till Rudolf Thornberg och Bengta Olsson och från 1939 gift med Knut Andersson. Hon undervisades i dekorationsmåleri av sin far 1931–1933 samtidigt som hon studerade vid Malmö stads lärlingsskola. Därefter studerade hon vid Schule Reimann i Berlin 1934 och under studieresor till Dresden och Berlin. Hon var medhjälpare till sin far vid dekoreringen av Wesleykyrkan i Limhamn 1949. Hennes stafflikonst består av akvarell och pastellmålningar. Makarna Andersson är begravda på Sankt Pauli mellersta kyrkogård i Malmö.